# کانتون ابوالدن
کانتون ابوالدن (Obwalden) یکی از کانتون‌های سوئیس است.